# Due note/Non voglio cioccolata
Due note/Non voglio cioccolata è il 35º singolo discografico di Mina, pubblicato nel 1960 dall'etichetta Italdisc.

## Storia
Ristampa del precedente Due note/Uno spicchio di luna, con sostituzione della traccia sul lato B con una canzone interpretata da Mina.
Singolo che anticipa l'album ufficiale Due note del 1961 di cui entrambe le canzoni fanno parte. Le stesse sono presenti rimasterizzate nella raccolta su CD Ritratto: I singoli Vol. 2 (2010).
Nei due brani Mina è accompagnata dal maestro Tony De Vita con la sua orchestra.
Il brano Non voglio cioccolata è la cover del brano Percolator, con testo in inglese e musica di Jack Morrow, interpretato da Randy "Boots" Randolph nel 1958. Compare nella colonna sonora italiana del film di produzione tedesca del regista Paul Martin: Marina (1960). La versione in tedesco si intitola Ich Will Keine Schokolade ed è cantata dall'attrice Trude Herr, che ha un ruolo minore nella pellicola.
È presente anche nell'EP Il cielo in una stanza pubblicato alla fine del 1960.

## Tracce
Lato A
1. Due note – 3:34 (testo: Antonio Amurri, Bruno Canfora, Raffaele Sposito "Faele" – musica: Bruno Canfora; edizioni musicali Ariston)

Lato B
1. Non voglio cioccolata (Percolator) – 1:50 (testo: Mario Panzeri – musica: Jack Morrow; edizioni musicali Peter Maurice)